# Легенева альвеола

Альвеоли

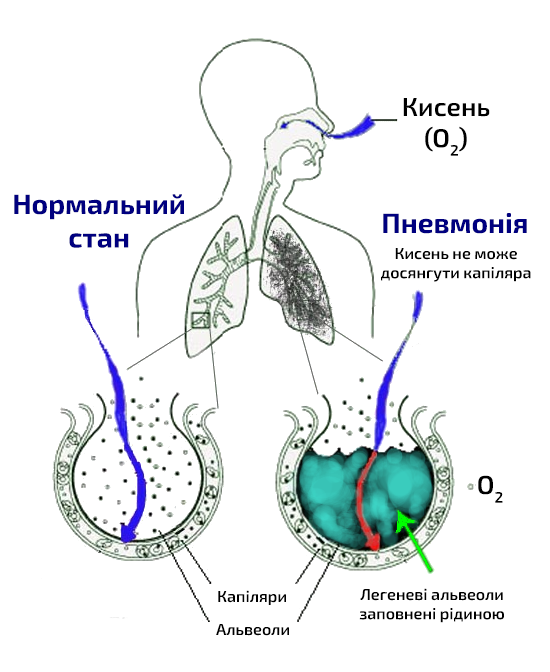
Легенева альвеола здорової і хворої людини

Альвео́ли (лат. alveoli, однина alveolus — «комірка, заглиблення, кулька») — кінцева частина дихального апарату легень, основний функціональний елемент видільної системи, через стінку якого здійснюється газообмін.
За структурою — напівсферичне утворення діаметром 200—300 мкм, стінка якого утворена біля пласких клітин респіраторного епітелію. Нагадують міхурці неправильної форми. Альвеоли розділяються міжальвеолярними перегородками товщиною 2-8 мкм. Кожна перегородка є стінкою двох альвеол, у перегородці розташовується густа сітка кровоносних капілярів, еластичних, ретикулярних і колагенових волокон і клітин сполучної тканини. У перегородках часто є пори, якими альвеоли сполучаються між собою. У легенях налічується 600—700 млн альвеол, їх площа коливається в межах 40-120 м².
Альвеоли вистелені дихальними (сквамозними) і великими альвеоцитами. Дихальні вкривають близько 97 % альвеолярної поверхні і розташовані на власній базальній мембрані. Великі альвеоцити синтезують сурфактант, речовину ліпопротеїнової природи, що вистилає альвеоли зсередини і запобігає злипанню альвеол під час видиху.
Тонка стінка альвеол складається з одношарового епітелію, через який легко проходить газ. Кожна альвеола обплетена густою сіткою капілярів — це розгалуження легеневої артерії. Артерії швидко і легко розтягуються, збільшуючи площу газообміну: у людини масою 70 кг площа альвеол під час вдиху дорівнює 80-100 м², під час видиху −40-50 м².